# Idiophthalma amazonica
Idiophthalma amazonica is een spinnensoort uit de familie Barychelidae. De soort komt voor in Brazilië.